# Percophis brasiliensis
Percophis brasiliensis és una espècie de peix i l'única del gènere Percophis.

## Descripció
Fa 53,3 cm de llargària màxima (tot i que la seua mida més normal és de 40). Cos fusiforme, molt allargat, de secció subcilíndrica i una mica deprimida. Presenta el dors marró (més clar als flancs) i amb taques més clares, mentre que el ventre és blanquinós. La primera aleta dorsal, les pectorals i la caudal tenen una pigmentació fosca, mentre que les altres aletes són clares. L'alçada del cos està inclosa més de 9 vegades en la longitud total. Escates de mitjanes a petites. La línia lateral, de recorregut recte, s'inicia per sobre de l'angle superior de l'opercle. Cap deprimit i amb el musell punxegut. Boca gran, proveïda de dents fortes i amb la mandíbula inferior depassant clarament la superior. Narius parells i propers als ulls. Dues aletes dorsals, separades entre si: la primera és curta i formada per radis espinosos (8-10), mentre que la segona només té radis tous (30-33). L'aleta anal és de forma semblant a la segona dorsal però més llarga, la seua base és més extensa que la suma d'ambdues dorsals, manca d'espines i presenta entre 40 i 42 radis tous. Aleta caudal truncada. Pectorals llargues i amb els radis més perllongats estenent-se fins a l'inici de l'anal. Aletes ventrals inserides per davant de les pectorals.

## Cladograma
| Percophis | \| \| Percophis brasiliensis \| \| \| \| |
|           | \| \| Percophis brasiliensis \| \| \| \| |
|           | Bembrops                                 |
|           |                                          |
|           | Chrionema                                |
|           |                                          |
|           | Dactylopsaron                            |
|           |                                          |
|           | Enigmapercis                             |
|           |                                          |
|           | Hemerocoetes                             |
|           |                                          |
|           | Squamicreedia                            |
|           |                                          |
|           | Osopsaron                                |
|           |                                          |
|           | Matsubaraea                              |
|           |                                          |
|           | Pteropsaron                              |
|           |                                          |
|           | Acanthaphritis                           |
|           |                                          |
|           | Percophis brasiliensis                   |
|           |                                          |

|  | Percophis brasiliensis |
|  |                        |

## Alimentació i depredadors
La conformació de la seua boca reflecteix els seus hàbits predatoris (amb preferència sobre peixos demersals i pelàgics, i, en menor proporció, calamars). Essent un animal bentònic, hom creu que efectua migracions verticals per obtindre el seu aliment. El seu nivell tròfic és de 3,48 i és depredat per Squatina guggenheim.

## Hàbitat i distribució geogràfica
És un peix marí, demersal, oceanòdrom i de clima subtropical (21°S-49°S, 68°W-41°W), el qual viu a l'Atlàntic sud-occidental: les costes de fons sorrencs i, preferentment, de fondàries menors de 50 m des del sud del Brasil fins a l'Uruguai i les costes centrals de l'Argentina.

## Observacions
És inofensiu per als humans, el seu índex de vulnerabilitat és alt (57 de 100) i és comercialitzat en forma de filet sense pell i sense espines, congelat per a l'exportació i fresc per als mercats locals.